# Nosztratikus nyelvcsalád
A nosztratikus nyelvcsalád a nyelvek egy feltételezett tágabb csoportja. Az elmélet szerint Európa, részben Ázsia és Afrika nyelvcsaládjai egy nyelvcsaládok felett álló úgynevezett „makronyelvcsaládot” alkotnak. Az elmélet hívei ezt nosztratikus nyelvcsaládnak nevezik, amelyet egy feltételezett közös ősnyelvből származtatnak.  A „nosztratikus” elnevezés a latin „noster” (=miénk) kifejezés alapján született. Az elméletet a nyelvészek többsége erősen vitatja, habár statisztikai érvek szólnak a makrocsaládok koncepciójának helyessége mellett.

## A nosztratikus nyelvcsalád tagjai
A következő nyelvcsaládokat és nyelveket sorolják ide:
- Indoeurópai nyelvcsalád
- Afroázsiai nyelvcsalád
- Altaji nyelvcsalád
- Uráli nyelvcsalád
- Paleoszibériai nyelvcsalád
- Dravida nyelvcsalád
- Dél-kaukázusi (kartvéli) nyelvek
- Sumer nyelv
- Etruszk nyelv

## Az elmélet története
A nosztratikus nyelvcsalád fogalmát Holger Pedersen dán nyelvész alkotta meg 1903-ban. Az 1960-as években két orosz nyelvész, Vlagyiszlav Iljics-Szvitics és Aaron Dolgopolszkij újította fel az elméletet. A 90-es évek óta Allan R. Bomhard foglalkozik munkáiban a nosztratikus ősnyelv rekonstruálásával.

## A nosztratikus nyelvrokonság vizsgálata
Az elmélet alapja az, hogy bizonyos nyelvszerkezeti és szókincsbeli egyezések valamennyi idetartozó nyelvcsaládnál kimutathatóak. Már azt is figyelembe veszik, ha egy nyelvcsaládnak csak néhány nyelve mutat a többi nyelvcsalád néhány nyelvével bizonyos szókincsbeli megfelelést. (Hasonlóan ahhoz, ahogy a hagyományos indoeurópai vagy finnugor összehasonlító nyelvészetben is egy adott nyelv egy szavához az egyik nyelvben, más szavához egy másik nyelvben találni rokoni megfelelőt.) A nyelvek egybevetésekor természetesen, ahol csak lehet először az egyes nyelvcsoportok legősibb ismert nyelveit vizsgálják (latin, ógörög, óangol, óészaki, egyházi szláv, szanszkrit, bibliai héber, akkád, sumer stb.)
A feltárt nyelvi hasonlóságok az elmélet szerint az emberi történelem hajnalába vezetnek bennünket vissza, amikor 20-30 ezer évvel ezelőtt a mai európai és ázsiai népek ősei még együtt élhettek a Közel-Kelet térségében.

## Érvek és ellenérvek
Az elméletet támogatják azok a legújabb kutatások, amelyek Mario Alinei olasz nyelvész nevéhez fűződnek. Ő a mai eurázsiai nyelveket ugyancsak a 20-30 ezer évvel ezelőtt Elő-Ázsia felől érkező őskori emberektől származtatja, és ezt a régészeti leletekre is alapozza, amelyek nem mutatnak későbbi kulturális törést a kontinens lakosságánál (paleolitikus kontinuitás elmélete). Alinei azt állítja, hogy Európában és Ázsiában mintegy 20 000 év óta ugyanazokat a nyelveket beszéljük, mint amelyeknek ősi formáit halászó-vadászó őseink beszélték. A mai nyelvcsaládok kialakulása szerinte tehát nem az utóbbi néhány évezredben lezajlott feltételezett népvándorlások eredménye, ahogyan a máig általánosan elterjedt elméletek tanítják. (Indoeurópai őshaza, finnugor őshaza stb. elmélete.) Ugyancsak a nosztratikus elméletet támogatják a legújabb kiterjedt genetikai vizsgálatok is, amelyek a mai európai és ázsiai emberek vérmintáiból és az ugyanazokon a helyeken élt kőkorszaki vadászok csontanyagából vett géntérkép 80%-os egyezését mutatják ki, a hajdani népesség mai változatlan jelenlétét tanúsítva.
A nosztratikus nyelvcsalád elméletét ugyanakkor a nyelvészek többsége nem fogadja el, vitatva, hogy ilyen távoli múltban gyökerező rokonságot nyelvészeti eszközökkel ki lehet mutatni. A bírálók kifogásolják a szóösszehasonlítási módszereket is, hiányolva pl. a rendszeres hangmegfelelések vizsgálatát, habár meg kell jegyezni, hogy az összehasonlítás módszertana nem különbözik számottevően az összehasonlító nyelvtudomány által elfogadott módszertől (Greenberg pl. a szabályos hangmegfelelésekre is kitér). Más nyelvészek szerint a problémát sokkal inkább az jelenti, hogy az elmélet "nem figyel a nyelvi modell történeti realitására".
Joseph Greenberg legutóbb megpróbálta elfogadhatóbbá tenni az elméletet azzal, hogy a rokonított nyelvcsaládok köréből több erősen vitatott nyelvcsaládot kivont (például sémi-hámi) és a rokoni csoportot az indoeurópai, uráli, altaji, koreai-japán-ainu, giljak, csukcs és eszkimó-aleut nyelvcsaládokra szűkítette le. Az ő változata az euroázsiai nyelvcsalád elméleteként ismert.
A kritikák ellenére a makrocsaládok hipotézisének létjogosultságát statisztikai módszerekkel is sikerült alátámasztani.

## Az elmélet hatása
A nosztratikus nyelvcsalád hatásának tudható be, hogy egyes nyelvészek a világ további nyelvcsaládjai között is megpróbáltak hasonló módszerekkel rokonságot találni. Így alkották meg a 80-as években Szergej Sztarosztyin és követői egy további nagy makronyelvcsalád, a Dené-kaukázusi nyelvcsalád elméletét. A nyelvészek különleges számítógépes nyelvösszehasonlító program segítségével elemezték az egyes nyelveket. Vizsgálataik szerint egyazon közös ősnyelvből fejlődhettek ki a következő nyelvcsaládok és nyelvek:
- Sino-tibeti nyelvcsalád
- Na-dene nyelvcsalád (lásd: indián nyelvek)
- Jenyiszeji nyelvek (lásd: paleoszibériai nyelvcsalád)
- Észak-kaukázusi nyelvek (lásd: kaukázusi nyelvcsalád)
- Baszk nyelv

## Példa a rekonstruált nyelvre
| Nosztratikus            | Nosztratikus (IPA)        | Orosz                               | Magyar                            |
| ----------------------- | ------------------------- | ----------------------------------- | --------------------------------- |
| K̥elHä wet̥ei ʕaK̥un kähla | /K̕elHæ wet̕ei ʕaK̕un kæhla/ | Язык – это брод через реку времени, | A nyelv gázló az idő folyamán át, |
| k̥aλai palhʌ-k̥ʌ na wetä  | /k̕at͡ɬai palhVk̕V na wetæ/  | он ведёт нас к жилищу умерших;      | a halál falujába vezet minket;    |
| śa da ʔa-k̥ʌ ʔeja ʔälä   | /ɕa da ʔak̕V ʔeja ʔælæ/    | но туда не сможет дойти тот,        | de nem érhet oda,                 |
| ja-k̥o pele t̥uba wete    | /jak̕o pele t̕uba wet̕e/     | кто боится глубокой воды.           | aki féli a mély vizet.            |

A nosztratikus alapnyelv óta felismerhető formában maradtak meg a magyar nyelvben a példamondat következő szavai: k̥aλai = halál (k/h szabályos hangmegfelelés), palhʌ-k̥ʌ = falu (p/f szabályos hangmegfelelés), wetä = vezet (t/z szabályos hangmegfelelés), ja-k̥o = aki,  pele = féli (p/f szabályos hangmegfelelés), wet̕e = vizet (t/z szabályos hangmegfelelés). A legtöbb etimológiai szótár ezeket a szavakat uráli eredetűnek nyilvánítja, anélkül, hogy feltüntetnék ezek párhuzamait és szabályos megfelelőit más nyelvcsaládokkal.

## Szakirodalom
Angol:
- Bomhard, Allan R. – Kerns, John C.: The Nostratic Macrofamily, a Study in Distant Linguistic Relationship, New York, Mouton de Gruyter, 1994.
- Cavalli-Sforza, Menozzi, Piazza: The History and Geography of Human Genes, Princeton University Press. 1994.
- Alinei, Mario: Origini delle lingue d'Europa, Bologna, il Mulino, 1996. (olasz nyelvű)
angol nyelvű online változata: The Paleolithic Continuity Theory on Indo-european Origins
- Semino, Ornella: The Genetic Legacy of Paleolithic Homo sapiens sapiens in Extant Europeans: A Y Chromosome Perspective, Science Magazine, vol 290, 10 nov. 2000
- Greenberg, Joseph H.: Indo-European and its Closest Relatives: the Eurasiatic Language Family, Stanford University Press, 2002.
- Stachowski, Marek, "Teoria nostratyczna i szkoła moskiewska".(pdf) – LingVaria 6/1 (2011): 241-274.